# 브루나이 축구 협회
브루나이 축구 협회(영어: National Football Association of Brunei Darussalam)은 브루나이의 축구 협회이다. 국제축구연맹(FIFA)과 아시아 축구 연맹(AFC)에 가입되어 있다. 브루나이 슈퍼 리그, 브루나이 축구 국가대표팀 등을 관리한다.

## 같이 보기
- 아시아 축구 연맹
- 아세안 축구 연맹
- 브루나이 축구 국가대표팀
- 브루나이 여자 축구 국가대표팀
- 브루나이 슈퍼 리그